# Rohrbach Metall-Flugzeugbau

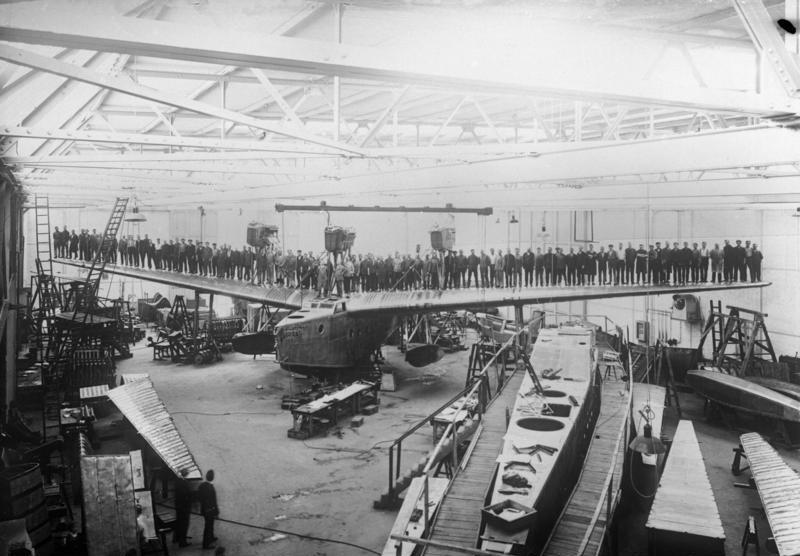
Trabajadores de la Rohrbach Metall-Flugzeugbau retratados sobre la estructura alar de uno de sus modelos.

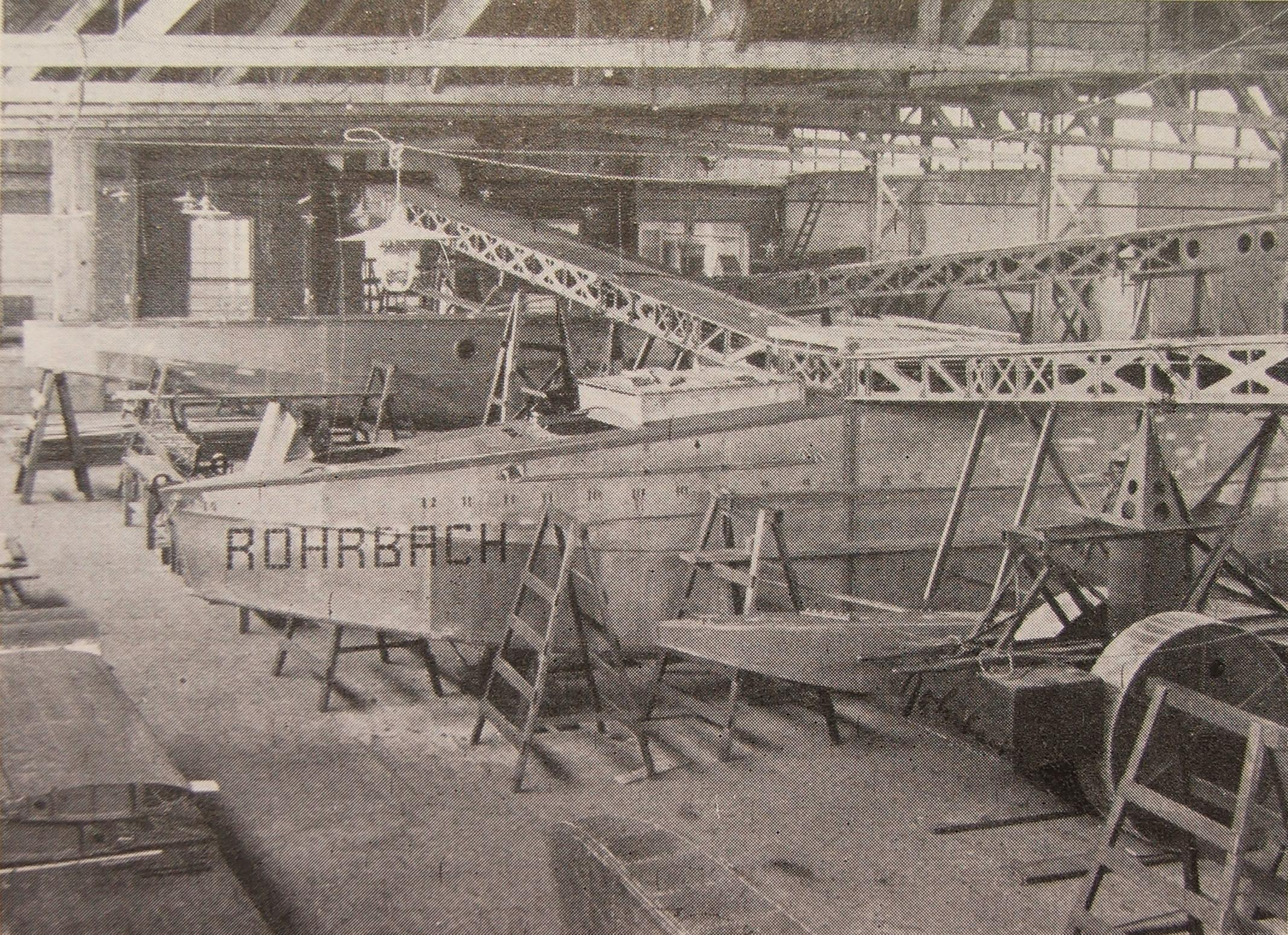
Hidroavión en construcción Rohrbach Ro IIIa Rodra.

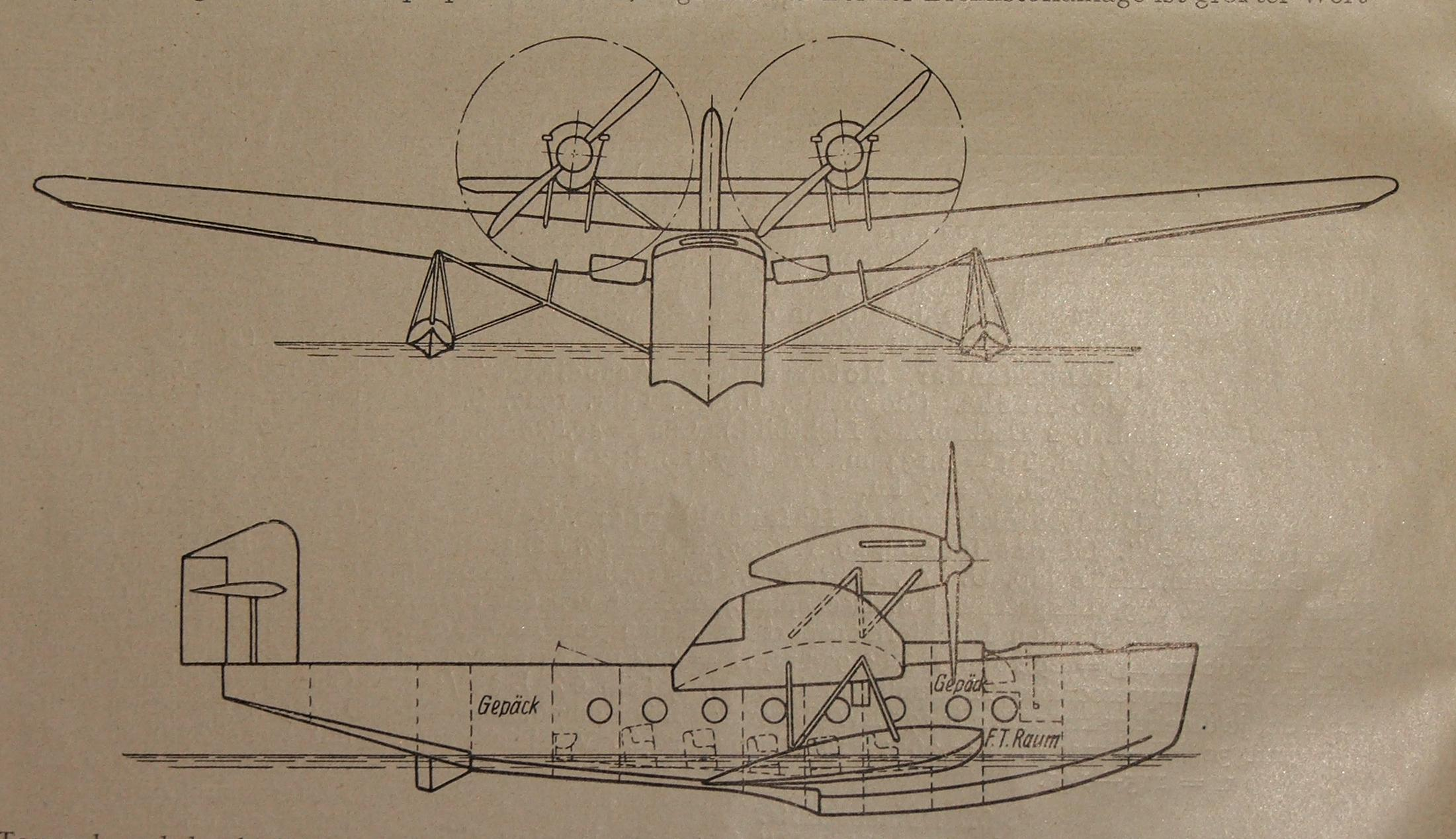
Planos del hidroavión Rohrbach Ro V Rocco.

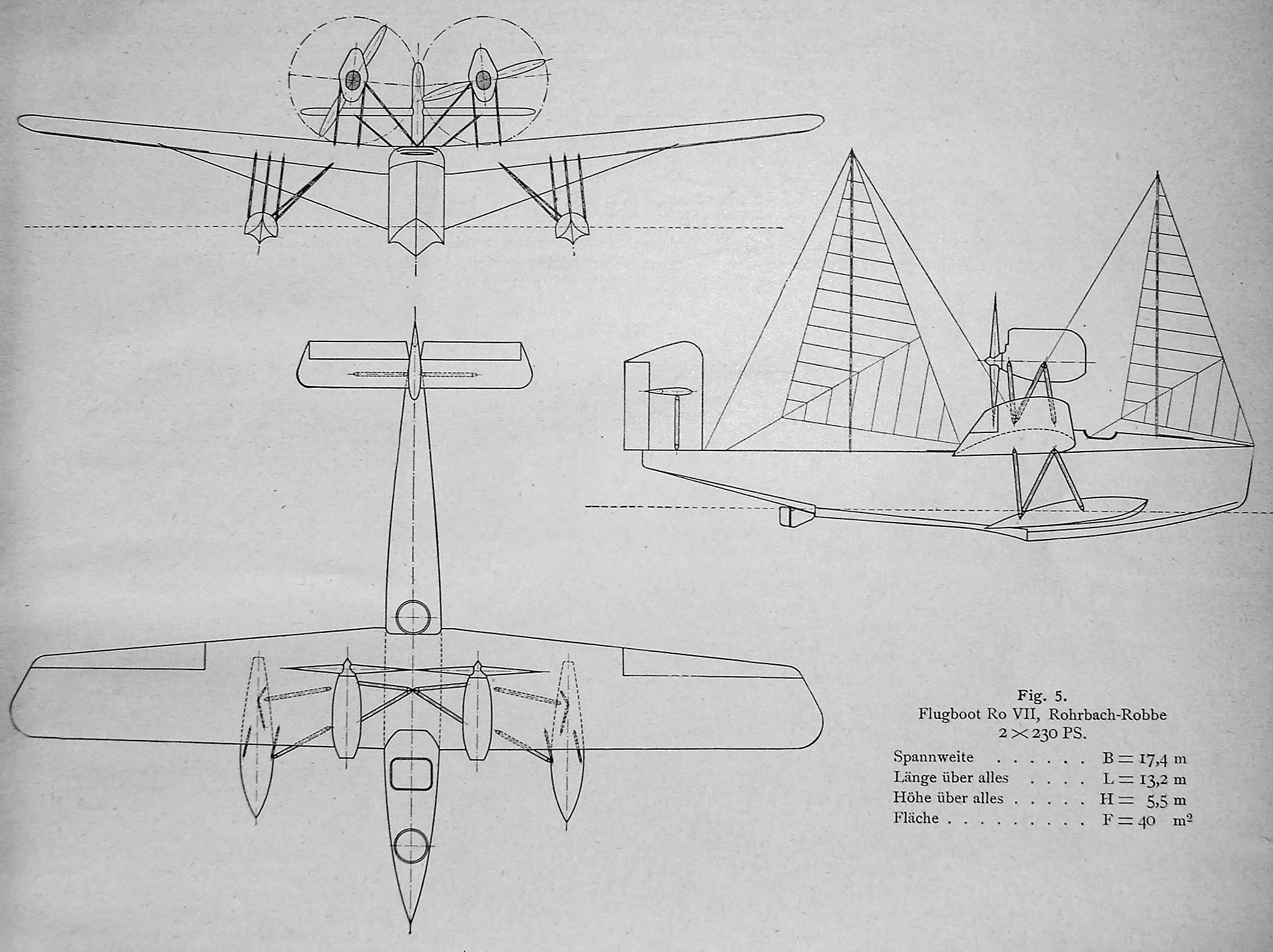
Planos del hidroavión Rohrbach Ro VII Robbe.

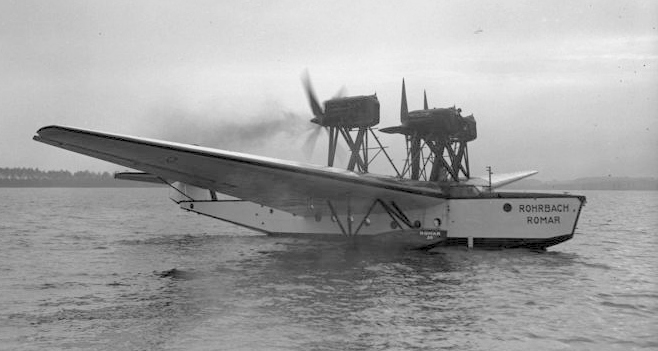
Hidroavión Rohrbach Ro X Romar.

La Rohrbach Metall-Flugzeugbau, o simplemente Rohrbach, fue una compañía constructora de aeronaves e hidroaviones alemana establecida en Berlín en el año 1922 por Adolf Rohrbach, ingeniero que previamente había trabajado en el desarrollo de Zeppelines.
En el momento de su fundación, Alemania sufría restricciones relacionadas con la producción de armamento y la construcción de aeronaves debidas a la firma del Tratado de Versalles en 1919, que supuso el fin de la Primera Guerra Mundial, por lo que la compañía Rohrbach estableció una filial en Copenhague (Dinamarca), denominada Rohrbach-Metall-Aeroplan Co. A/S, para que se construyeran allí sus primeros aviones, evitando las limitaciones impuestas por el tratado. Sin embargo, estas restricciones fueron disminuyendo, y ya en el año 1926 se permite a la compañía que fabrique sus aeronaves en su fábrica de Berlín.
La compañía disfrutó de cierto éxito comercial, en gran parte gracias a su modelo más construido, el Rohrbach Ro VIII Roland. Sin embargo, en 1934 es adquirida por la Weser Flugzeugbau, pasando Adolf Rohrbach a ser su director técnico.

## Modelos
Durante sus años de actividad, la compañía Rohrbach Metall-Flugzeugbau desarrolló los siguientes modelos:
Rohrbach Ro I
- hidroavión que fue el primer proyecto de la compañía. Ninguna unidad construida.

Rohrbach Ro II
- hidroavión que realizó su primer vuelo el 11 de noviembre de 1923, y que fue vendido a Japón, donde recibió la denominación Yokosho Experimental Type R 1.[4]

Rohrbach Ro III
- hidroavión de 1927.

Rohrbach Ro IIIa Rodra
- hidroavión de 1927.

Rohrbach Ro IV Inverness
- hidroavión de 1925.

Rohrbach Ro V Rocco
- hidroavión de 1927.

Rohrbach Ro VI
- hidroavión de 1928, del cual únicamente se construyó una unidad por la compañía escocesa William Beardmore & Co, donde recibió la denominación Beardmore Inflexible. Realizó su primer vuelo el 5 de marzo de 1928.[5]

Rohrbach Ro VII Robbe
- hidroavión de 1926.

Rohrbach Ro VIII Roland
- avión comercial de 1926, del que se construyeron 18 unidades, y que supuso el mayor éxito de la compañía.[6]

Rohrbach Ro IX Rofix
- avión de 1927.

Rohrbach Ro X Romar
- hidroavión que realizó su primer vuelo el 5 de agosto de 1928.[7]

Rohrbach Ro XI Rostra
- hidroavión que realizó su primer vuelo el 30 de octubre de 1928.[7]

Rohrbach Ro XII Roka
- modificación como bombardero del primer Ro VIII Roland, para la enseñanza de tripulaciones (1928).[8]

Rohrbach Roterra
Rohrbach Project A

### Secuencias de designación
- Aviones de Rohrbach: Ro I · Ro II · Ro III · Ro IIIa · Ro IV · Ro V · Ro VI · Ro VII · Ro VIII · Ro IX · Ro X · Ro XI · Ro XII · Roterra · Project A